# Thaumastopeus miyashitai
Thaumastopeus miyashitai är en skalbaggsart som beskrevs av Alexis och Delpont 2001. Thaumastopeus miyashitai ingår i släktet Thaumastopeus och familjen Cetoniidae. Inga underarter finns listade i Catalogue of Life.